# Hexatoma toi
Hexatoma toi är en tvåvingeart som beskrevs av Alexander 1938. Hexatoma toi ingår i släktet Hexatoma och familjen småharkrankar. Inga underarter finns listade i Catalogue of Life.